# NGC 3857
NGC 3857 is een lensvormig sterrenstelsel in het sterrenbeeld Leeuw. Het hemelobject werd op 23 maart 1884 ontdekt door de Franse astronoom Édouard Jean-Marie Stephan.

## Synoniemen
- MCG 3-30-84
- ZWG 97.117
- PGC 36548